# Koncertantní symfonie
Koncertantní symfonie (Sinfonia concertante) je hudební forma na pomezí instrumentálního koncertu a klasické symfonie, nejčastěji dvouvětá (bez pomalé věty) či třívětá. Jejím charakteristickým znakem jsou virtuózní pasáže různých nástrojů v průběhu skladby. Úvodní věta bývá obvykle komponována v sonátové formě, závěrečná věta často jako rondo nebo téma s variacemi.
Forma koncertantních symfonií vznikla v období raného hudebního klasicismu, nese ještě známky barokního concerta grossa. Za její průkopníky jsou považováni skladatelé tzv. mannheimské školy (Karel Stamic složil 28 koncertantních symfonií).
Skladby s názvem Koncertantní symfonie lze nalézt i v období hudebního romantismu a hudby 20. století, znaky této hudební formy mají i další skladby, např. Španělská symfonie Édouarda Lala s rozsáhlými virtuózními pasážemi houslí.